# 小西秀次
小西 秀次（こにし しゅうじ、1911年10月1日 - 1990年7月17日）は、日本の実業家。キリンビール社長、会長を務めた。三重県出身。

## 経歴
1937年に京都帝国大学法学部を卒業し、同年にキリンビールに入社。
1966年に横浜支店長に就任し、営業部長、取締役、常務、専務を経て、1978年4月から1984年4月までに社長を務め、1984年4月から1988年までに会長を務めた。1988年から顧問を務めた。
専務在任時から1976年にはビール販売シェア63.8%と史上最高を達成し、シェア60％台を維持するなどキリンの黄金時代を築き上げた。
1990年7月17日、急性心筋梗塞のために死去。78歳没。